# ジェリー・ロス
ジェリー・ロス(Jerry Lynn Ross、1948年1月20日-)は、インディアナ州クラウンポイント出身のアメリカ空軍の軍人、アメリカ航空宇宙局の宇宙飛行士である。7度の宇宙飛行ミッションを経験し、フランクリン・チャン＝ディアスとともに宇宙飛行回数の最多記録を持つ。
彼の論文、写真、多くの個人的な持ち物等は、パーデュー大学のBarron Hilton Flight and Space Exploration Archivesにある。また、2014年5月の式典で、Astronaut Hall of Fameに選ばれた。
ロスは、ヨハン・ノルベリとともに、Spacewalker: My Journey in Space and Faith as NASA's Record-Setting Frequent Flyer（パーデュー大学出版、2013年）を著した。2014年3月には、この著書が航空宇宙専門の出版社であるAltipresseでフランス語訳され出版されることが発表された。
同僚の宇宙飛行士クリス・ハドフィールドは、自身の伝記An Astronaut's Guide to Life on Earthの中で、ロスのことを「信頼でき、忠実で、礼儀正しく、勇敢な宇宙飛行士の典型の具現化」と記述している。

## 教育
ロスは、1966年にインディアナ州のクラウンポイント高校を卒業した。1970年と1972年にパーデュー大学で、機械工学の学士号と修士号を各々取得した。

## 軍でのキャリア
パーデュー大学の予備役将校訓練課程で学んだロスは、1970年の卒業時に就役許可を得た。1972年に同大学で修士号を取得すると、アメリカ空軍に入隊し、オハイオ州ライトパターソン空軍基地にある空軍航空推進研究所のラムジェットエンジン部門に配属された。ラムジェット推進システムのCAD設計を研究し、ロケットスレッドを用いた超音速ラムジェットミサイルの固定試験のプロジェクトエンジニア、戦略空中発射ミサイルASALMの予備形状開発のプロジェクトマネージャを務めた。1974年6月から1975年7月まで、研究所の役員、管理運営課長を務めた。1976年に空軍のテストパイロット学校を卒業し、その後、カリフォルニア州エドワーズ空軍基地の第6510試験航空団に配属された。この団で、彼はRC-135Sの評価やB-1の飛行試験等を担当した。
自家用飛行機の免許も持ち、多くが軍用機の21の異なる機体で3,900時間を超える飛行経験を持つ。2000年3月31日に空軍を引退した。

## NASAでのキャリア
1979年2月、ロスはジョンソン宇宙センターのペイロード運用部門に配属され、スペースシャトルのペイロードを担当した。1980年5月に宇宙飛行士に選ばれ、その後は、宇宙遊泳、シャトル・リモート・マニピュレータ・システム等のチームに配属され、STS-41-B、STS-41-C、STS-51-Aのサポート、STS-41-B、STS-41-C、STS-41-D、STS-51-A、STS-51-DのCAPCOMを務めた。1990年には宇宙飛行士選考委員会も務めた。バンデンバーグ空軍基地からの初の打上げとなるSTS-62-Aのメンバーに選ばれたが、チャレンジャー号爆発事故の後に中止となった。
STS 61-B (1985)、STS-27 (1988)、STS-37 (1991)ではミッションスペシャリスト、STS-55 (1993)ではペイロードコマンダー、STS-74 (1995)、STS-88 (1998)、STS-110 (2002)では再びミッションスペシャリストを務めた。7度のミッションで合計1,393時間を宇宙で過ごし、そのうち57時間55分、宇宙遊泳を行った。
宇宙飛行の回数の記録に加え、マイケル・ロペス＝アレグリアに更新されるまで、宇宙遊泳9回というアメリカ合衆国記録も保持していた。しかし、STS-27でロスが追加の宇宙遊泳を行ったという推測もある。このミッションは国防総省のためのものであり、そのため飛行の詳細は公開されていない。2013年、ロスの著書を共著したヨハン・ノルベリは、アメリカ国家偵察局(NRO)に対してSTS-27に関する情報公開を請求した。NROは記録を管理していることを確認したが、そのミッションに関するあらゆる情報を提供することを拒否した。ロスは、STS-27の目的や自身の役割について何も語っていない。公式には、アナトリー・ソロフィエフとロペス＝アレグリアに次ぐ第3位の宇宙遊泳記録に位置付けられている。
2012年1月に引退するまでは、ヒューストンのジョンソン宇宙センターにあるVehicle Integration Test Officeの長を務めた。1月28日にNASAを引退し、史上初めて7度宇宙に行った人物になった。

### 宇宙飛行経験
STS-61-Bは、1985年11月26日の夜間にケネディ宇宙センターからスペースシャトル・アトランティスで打ち上げられた。このミッションで、乗組員はMORELOS-B、AUSSAT-2、SATCOM Ku-2通信衛星を展開し、その他の多数の実験を行った。ロスは6時間に及ぶ宇宙遊泳を2度行い、EASE/ACCESS実験を行うとともに、宇宙ステーションの建設技術を実証した。165時間4分49秒で地球を108周し、12月3日にエドワーズ空軍基地に着陸した。
STS-27は、1988年12月2日にケネディ宇宙センターからスペースシャトル・アトランティスで打ち上げられた。このミッションでは、他の多くのペイロードとともに、国防総省のペイロードが運ばれた。105時間6分19秒で地球を68周した後、12月6日にエドワーズ空軍基地の乾燥湖底に着陸した。上昇中にアトランティスの重要な耐熱タイルが損傷を受けた点で注目に値する。
STS-37は、1991年4月5日にケネディ宇宙センターからスペースシャトル・アトランティスで打ち上げられ、コンプトンガンマ線観測衛星が展開された。ロスは合計10時間49分に及ぶ2度の宇宙遊泳を行って衛星のアンテナを広げ、またフリーダム宇宙ステーションのプロトタイプハードウェアの試験を行った。143時間32分44秒で地球を93周した後、4月11日にエドワーズ空軍基地に着陸した。
STS-55は、1993年4月26日にケネディ宇宙センターからスペースシャトル・コロンビアで打ち上げられた。
ロスは、生命科学、材料科学、物理学、ロボティクス、天文学、地球とその大気に関する90近くの実験を行った。239時間45分で地球を160周した後、5月6日にエドワーズ空軍基地に着陸した。
STS-74は、1995年11月12日にケネディ宇宙センターからスペースシャトル・アトランティスで打ち上げられた。ロシアの宇宙ステーションミールとのランデブーとドッキングの2度目のミッションである。このミッションで、恒久的なドッキングモジュールがミールに取り付けられ、多くの実験が行われ、1.5トンの補給物資がアトランティスとミ―ルの間で積み替えられた。196時間30分で340万マイルを飛行し地球を129周した後、11月20日にケネディ宇宙センターに着陸した。
STS-88は、1998年12月4日にケネディ宇宙センターからスペースシャトル・エンデバーで打ち上げられた。最初の国際宇宙ステーションの組立てミッションである。12日間のミッションで、アメリカ合衆国の作ったユニティとロシアの作ったザーリャが統合された。ロスは合計21時間22分に及ぶ3度の宇宙遊泳を行い、ケーブルや機器の取り付けを行った。また、Mighty Sat 1とSAC-Aという2つの人工衛星も展開された。238時間18分で地球を185周した後、12月15日にケネディ宇宙センターに着陸した。
STS-110は、2002年4月8日にケネディ宇宙センターからスペースシャトル・アトランティスで打ち上げられた。国際宇宙ステーションへの13度目の訪問ミッションである。国際宇宙ステーション組立ての最終段階の最初のミッションであり、S0トラスが運搬、設置され、ロボットアームが初めて用いられた。全ての宇宙遊泳がクエストを拠点に行われた初めてのミッションとなった。ロスは、合計14時間9分に及ぶ2度の宇宙遊泳を行った。259時間42分のミッションであった。

## 受章等
- ディフェンス・スーピアリアサービスメダル
- レジオン・オブ・メリット
- w:Defense Meritorious Service Medal
- メリトリアスサービスメダル